# ドン・ケント
ドン・ケント（"Bulldog" Don Kent、本名：Leo Joseph Smith Jr.、1933年6月24日 - 1993年6月7日）は、アメリカ合衆国のプロレスラー。インディアナ州フォート・ベンジャミン・ハリソン出身。
ヒールのラフファイターとして、中西部や中南部を主戦場に活動した。アル・コステロらとのオーストラリア人ギミックのタッグチーム、ファビュラス・カンガルーズ（The Fabulous Kangaroos）での活躍も知られる。

## 来歴
1956年のデビュー後、ジョー・スミスの名義でイリノイ、オハイオ、ケンタッキー、アラバマ、オクラホマなど各地のローカル・テリトリーを転戦。1960年代よりリングネームをドン・ケントに改め、1962年9月3日にオクラホマ州タルサにて、ダニー・ホッジが保持していたNWA世界ジュニアヘビー級王座に挑戦。1965年9月25日にはミズーリ州ジョプリンにてNWAミズーリ・ジュニアヘビー級王座を獲得し、同年にデビューしたばかりのジャック・ブリスコともタイトルを争った。
1967年12月、アル・コステロが結成していたファビュラス・カンガルーズに加入。オリジナル・メンバーだったロイ・ヘファーナンに代わるコステロの正式な新パートナーとなる。豪州出身ではないものの、ブーメランを手にブッシュハットを被ったオーストラリア人ギミックのタッグ屋として、NWA、NWF、WWWFなど各団体で活躍した。日本にも、1968年1月にTBS体制下の国際プロレス、1972年11月に日本プロレスへ参戦している。1980年代からはブルーノ・ベッカーやジョニー・ヘファーナンをパートナーに、新生カンガルーズのリーダー格となって活動した。
シングルでも実績を残しており、1969年1月10日にはミズーリ州セントジョセフにてダスティ・ローデスからNWAセントラル・ステーツ・ヘビー級王座を奪取。その後もローデスやディック・マードックと同王座を争い、5月2日にはドリー・ファンク・ジュニアのNWA世界ヘビー級王座に挑戦、60分時間切れ引き分けの戦績を残した。なお、ローデス&マードックのテキサス・アウトローズとファビュラス・カンガルーズのタッグ対決も、1970年にオハイオ地区で実現している。
コステロとのフルタイムのコンビを解消後の1974年10月7日には、テネシーのミッドアメリカ地区にてNWAミッドアメリカ・ヘビー級王座を獲得。以降、1975年1月にジャッキー・ファーゴ、同年4月にルーク・グラハム、1977年12月10日にラニー・ポッフォを破り、同王座には通算4回戴冠した。ザ・シークの牛耳っていたデトロイト地区では "ブルドッグ" ドン・ケントと名乗り、1975年11月1日にマーク・ルーインからフラッグシップ・タイトルのUSヘビー級王座を奪取。1976年10月16日にもパンピロ・フィルポを破り同王座を獲得、翌年1月8日にジノ・ヘルナンデスに敗れるまで保持した。1978年4月には全日本プロレスに来日している。
プエルトリコのWWCでは、1979年8月3日にカルロス・コロンから北米ヘビー級王座を奪取。ジョニー・ヘファーナンとの新生カンガルーズ解散後もWWCを主戦場に、1984年には覆面レスラーのスーパー・メディコ3号（Super Médico #3）に変身。1号のカルロス・ホセ・エストラーダのパートナーとなり、かつてコステロとのコンビで初代王者に認定されたWWC世界タッグ王座に返り咲いた。
その後、アメリカ本土ではディック・ザ・ブルーザーが主宰していたインディアナポリスのWWAで活動。1987年12月6日、クリス・カーターをパートナーにジェリー・グラハム・ジュニア&スコット・レックスタイナーからWWA世界タッグ王座を奪取。これが最後のタイトル戴冠となった。
1993年6月7日、白血病のため59歳で死去。

## 獲得タイトル
ワールド・アスレティック・アソシエーション
- アリゾナ・ヘビー級王座：1回[18]

セントルイス・レスリング・クラブ
- NWAミズーリ・ジュニアヘビー級王座：1回[6]

セントラル・ステーツ・レスリング
- NWAセントラル・ステーツ・ヘビー級王座：2回[9]

NWAトライステート
- NWA USタッグ王座（トライステート版）：2回（w / Dan O'Shocker、ヒロ・マツダ）[19]

NWAデトロイト
- NWA USヘビー級王座（デトロイト版）：2回[13]
- NWA世界タッグ王座（デトロイト版）：2回（w / アル・コステロ）[20]

トランス・ワールド・レスリング・アライアンス
- TWWA世界タッグ王座：1回（w / アル・コステロ）[21] ※初代王者

イースタン・スポーツ・アソシエーション
- ESAインターナショナル・タッグ王座：1回（w / アル・コステロ）[22] ※初代王者

ワールド・レスリング・アソシエーション
- WWA世界タッグ王座：5回（w / アル・コステロ×2、ジェリー・グラハム・ジュニア×2、クリス・カーター）[17]

NWAミッドアメリカ
- NWAミッドアメリカ・ヘビー級王座：4回[12]
- NWA世界タッグ王座（ミッドアメリカ版）：3回（w / アル・コステロ）[23]

ワールド・レスリング・カウンシル
- WWC北米ヘビー級王座：1回[15]
- WWCカリビアン・ヘビー級王座：1回[24]
- WWC世界タッグ王座：3回（w / アル・コステロ、ジョニー・ヘファーナン、スーパー・メディコ1号）[16] ※初代王者
- WWC北米タッグ王座：3回（w / ブルーノ・ベッカー×2、ジョニー・ヘファーナン）[25]
- WWCカリビアン・タッグ王座：1回（w / ブルーノ・ベッカー）[26]

チャンピオンシップ・レスリング・フロム・フロリダ
- NWAグローバル・タッグ王座：4回（w / ジョニー・ヘファーナン）[27]